# Distretto di Minamitsuru
Il distretto di Minamitsuru (南都留郡, Minamitsuru-gun?) è uno dei distretti della prefettura di Yamanashi, in Giappone.
Attualmente fanno parte del distretto i comuni di Dōshi, Fujikawaguchiko, Narusawa, Nishikatsura, Oshino e Yamanakako.